# Hoplolaimus coronatus
Hoplolaimus coronatus is een rondwormensoort. De wetenschappelijke naam van de soort is voor het eerst geldig gepubliceerd in 1923 door Cobb.